# Клипхаузен
Клипхаузен (нем. Klipphausen) — община в Германии, в земле Саксония. Подчиняется земельной дирекции Дрезден. Входит в состав района Мейсен.  Население составляет 6174 человека (на 31 декабря 2010 года). Занимает площадь 61,65 км².
Коммуна подразделяется на 23 сельских округа.